# Конвенция о стандартах демократических выборов, избирательных прав и свобод
Конвенция о стандартах демократических выборов, избирательных прав и свобод в государствах — участниках Содружества Независимых Государств — конвенция СНГ, подписанная в октябре 2002 года и вступившая в силу в 2003 году, после ратификации тремя государствами (Киргизией, Россией и Таджикистаном). Позднее участниками конвенции стали также Армения, Молдавия, Казахстан и Белоруссия. К подписавшим конвенцию странам относятся также Грузия и Украина (обе сопровождали подписание оговорками). Проект конвенции был разработан по инициативе ЦИК РФ коллективом во главе с членом ЦИК РФ В. И. Лысенко.
В июле 2011 г. конвенция была признана рамочной нормой права в ПМР постановлением Верховного Совета.

## Внешние ссылки
- (недоступная ссылка с 20-09-2016 [3221 день])Текст конвенции (копия)
- Конвенция о стандартах демократических выборов, избирательных прав и свобод в государствах — участниках Содружества Независимых Государств: Документы и материалы Отв. ред. В. И. Лысенко. М.: РЦОИТ, 2008. ISBN 5-93639-066-7